# Verleihung des Nestroy-Theaterpreises 2002
Die Nestroyverleihung 2002 war die dritte Verleihung des Nestroy-Theaterpreises und fand am 12. Oktober 2002 im Volkstheater (Wien) statt. Von den Gewinnern in den insgesamt elf Kategorien, wurden vier schon vor der Verleihungs-Gala bekannt gegeben, die restlichen sieben erst während der Veranstaltung.
Als Moderatorin der Gala fungierte Andrea Eckert.

## „Nestroy-Affäre“
Um die Verleihung des Nestroy-Preises für sein Lebenswerk an Claus Peymann entspann sich eine länger anhaltende politisch-mediale Auseinandersetzung. André Heller hatte in seiner Laudatio für Peymann ein „Märchen“ erzählt, in dem ein Politiker sich in einem „zynischen Egotrip“ zum Kanzler machte und damit das Land ins Unglück stürzte. Eckert appellierte in ihrer abschließenden Moderation an das Publikum im Saal und vor den Fernsehgeräten, die bevorstehende Nationalratswahl „nicht wieder in einer Schmierenkomödie“ enden zu lassen. Heftige Reaktionen auf diese Anspielungen auf den damaligen Bundeskanzler Wolfgang Schüssel und die von ihm geführte FPÖ/ÖVP-Koalitionsregierung kamen insbesondere von den ÖVP-Politikern Andreas Khol und Wilhelm Molterer, die den Veranstaltern und der SPÖ vorwarfen, das geplant und dem ORF, von den Aussagen zuvor gewusst und diese nicht verhindert, sondern live ausgestrahlt zu haben. Peymann bat wenige Tage später die „geschätzte Jury“ den Preis wegen „des unwürdigen Schauspiels und provinziellen Gezeters“ zurückzunehmen, das um die Nestroy-Preisverleihung an ihn ausgebrochen war. Erst 2012, zu seinem 75. Geburtstag, nahm er den Preis, der in der Zwischenzeit im Österreichischen Theatermuseum aufbewahrt worden war, erneut entgegen – auch weil die damals beteiligten Politiker alle nicht mehr in Amt und Würden seien.

## Ausgezeichnete und Nominierte 2002
| Meiste Nestroys:      | Letzter Aufruf (2 Nestroys)    |
| Meiste Nominierungen: | Maria Stuart (3 Nominierungen) |

Anmerkungen: Es sind alle Nominierten des Jahres angegeben, der Gewinner steht immer zuoberst. Die Verleihung des Nestroy 2002 bezieht sich auf die Theatersaison 2001/02.

### Beste deutschsprachige Aufführung
Die schöne Müllerin von Franz Schubert – Inszenierung: Christoph Marthaler – Schauspielhaus Zürich
Alkestis von Euripides – Inszenierung: Jossi Wieler – Münchner Kammerspiele
Emilia Galotti von Gotthold Ephraim Lessing – Inszenierung: Michael Thalheimer – Deutsches Theater Berlin

### Beste Regie
Michael Schottenberg – Der Talisman – Volkstheater (Wien)
Andrea Breth – Maria Stuart – Burgtheater
Barrie Kosky – Medea – Schauspielhaus (Wien)

### Beste Ausstattung
Martin Zehetgruber – Letzter Aufruf – Burgtheater
Olaf Altmann – Edward II. – Stadttheater Klagenfurt
Igor Bauersima und Georg Lendorff – das maß der dinge – Akademietheater/Burgtheater

### Beste Schauspielerin
Ulli Maier – Der Mann ohne Eigenschaften (Agathe) – Theater in der Josefstadt
Corinna Kirchhoff – Maria Stuart (Maria Stuart) – Burgtheater
Elisabeth Orth – Maria Stuart (Elisabeth) – Burgtheater

### Bester Schauspieler
Sven-Eric Bechtolf – Das weite Land (Hofreiter) – Salzburger Festspiele
Karlheinz Hackl – Der Zerrissene (Herr von Lips) – Burgtheater
Gert Voss – Elisabeth II. (Herrenstein) – Burgtheater

### Beste Nebenrolle
Anna Franziska Srna – Woyzeck (Marie) – Volkstheater (Wien)
Sylvie Rohrer – Der Narr und seine Frau heute Abend in Pancomedia (Diverse Rollen) – Burgtheater
Werner Wölbern – Das weite Land (Doktor Franz Mauer) – Salzburger Festspiele

### Bester Nachwuchs
Johanna Wokalek – Der Narr und seine Frau heute abend im Pancomedia (Diverse Rollen) – Burgtheater
Raphael von Bargen – Phaidras Liebe (Hippolytos) – Volkstheater (Wien)
Susanna Schaefer – Ronja, Räubertochter (Ronja) – Theater der Jugend

### Beste Off-Produktion
Theater im Bahnhof LKH – Eine Theaterserie

### Bestes Stück – Autorenpreis
Push up 1 – 3 – Roland Schimmelpfennig – Schaubühne am Lehniner Platz

### Spezialpreis
Gert Wrede – Komponist zu Letzter Aufruf – Burgtheater
Rabenhof Theater
Christian Suchy Dackel Taube Kellerassel

### Lebenswerk
Claus Peymann